# Aspirante ufficiale
Aspirante ufficiale (inglese; Officer Aspirant; abbreviato: OA) è in alcuni eserciti del mondo un grado o una qualifica di personale che svolgono un corso di formazione per diventare un ufficiale. Nella maggior parte dei casi, un candidato ufficiale (inglese; Officer Candidate; abbreviato: OC) era un civile che faceva domanda per entrare nell'esercito direttamente come ufficiale. 
In diversi paesi della NATO viene utilizzato il termine ufficiale designato  (inglese; Officer Designate; abbreviato: OF-D), che nella scala gerarchica dei gradi NATO, è inferiore al OF-1 e superiore al grado di Allievo ufficiale, come nel caso dell'Aspirante guardiamarina della Marina Militare Italiana. I gradi designati come OF-D includono i coscritti aspiranti ufficiali (greco: Δόκιμος Έφεδρος Αξιωματικός; traslitterato: dokimos efedros axiomatikos; letteralmente: ufficiali in prova delle riserva) dell'esercito ellenico, nel periodo che frequentano i corsi per diventare ufficiali. 
In alcuni paesi dell'Unione europea come la Finlandia Aspirante ufficiale è un grado di coloro che frequentano le Accademie militari e in alcuni di questi paesi sono equiparati ai sottufficiali. Nelle forze armate tedesche, gli ufficiali designati hanno un codice di grado corrispondente ai sottufficiali.

## Italia
In Italia Aspirante ufficiale è una qualifica conseguita dagli allievi che frequentano l'Accademia Aeronautica all'inizio del terzo anno di studi. A differenza di quanto accade per gli aspiranti guardiamarina della Marina Militare, quello di aspirante non è un grado militare, ma una qualifica per un allievo dell'Aeronautica Militare. Il primo grado nella forza armata è infatti quello di sottotenente, ottenibile dopo non meno di quattro anni di studi e in occasione del cui conferimento viene effettuato il giuramento di fedeltà alla Repubblica da ufficiale.
L'insegna vestita dagli aspiranti sulle maniche o sulle spalle è costituita da un binario dorato, mentre per indicare il ruolo sono utilizzati gli stessi simboli che vengono utilizzati per gli ufficiali inferiori, ovvero per il personale navigante un'aquila con lo sguardo rivolto verso le spalle, per il ruolo delle armi da due foglie di quercia, per il Genio aeronautico dall'elmo di Minerva rivolto in avanti, per il Corpo di Commissariato da due rami di alloro e per il Corpo Sanitario Aeronautico dal bastone di Asclepio.
Sul berretto c'è il semplice soggolo dorato, senza fanali. Il codice di equivalenza NATO è OF-D.

## Nel mondo

### Finlandia
Nelle forze di difesa finlandesi Aspirante ufficiale è un grado dei sottufficiali, paragonabile al sergente. Gli aspiranti ufficiali che dopo avere effettuato il corso di formazione escono dalla Reserve Officer School, al termine del servizio di leva vengono promossi al grado di sottotenente.

### Germania
Nelle forze armate tedesche, gli ufficiali designati fanno parte del personale arruolato. Coloro vengono ammessi ai corsi di addestramento per diventare ufficiali ricevono inizialmente la qualifica di "Aspirante Ufficiale" (tedesco: Offizieranwärter). Successivamente nell'esercito e nell'aeronautica tedesca all'ufficiale designato vengono assegnati i gradi di Fähnenjunker (OR-5), Fähnrich (OR-6) e Oberfähnrich (OR-7), mentre gli ufficiali designati della Marina tedesca passano attraverso i gradi corrispondenti di Seekadett, Fähnrich zur See e Oberfähnrich zur See.
Gli ufficiali designati nell'esercito e nell'aeronautica militare indossano la stessa uniforme e le stesse insegne dei corrispondenti sottufficiali aggiungendo un cordone di tessuto metallico argentato sugli spallacci. Una distinzione a questo è l'insegna dell'Oberfähnrich, sulle cui uniformi di servizio e di gala, compresi gli spallacci, sono cuciti i bordini d'argento, che indicano la carriera dell'ufficiale invece dei bordini da sottufficiale.
La marina non utilizza un cordone d'argento per indicare l'ufficiale designato, ma una stella nautica dorata. L'insegna di grado di Seekadett e Fähnrich zur See è la stessa dei corrispondenti sottufficiali, ma scambia il simbolo dell'ancora con la stella nautica. L'insegna di grado dell'Oberfähnrich zur See è quasi uguale a quella del Leutnant zur See, con una stella dorata e una mezza striscia dorata, anche sull'uniforme da campo a differenza della striscia del Leutnant zur See.
| Dal 1956  |              |          |              |              |          |              |           |                  |                      |  |
| --------- | ------------ | -------- | ------------ | ------------ | -------- | ------------ | --------- | ---------------- | -------------------- |  |
|           |              |          |              |              |          |              |           |                  |                      |  |
|           |              |          |              |              |          |              |           |                  |                      |  |
| Grado     | Fahnenjunker | Fähnrich | Oberfähnrich | Fahnenjunker | Fähnrich | Oberfähnrich | Seekadett | Fähnrich zur See | Oberfähnrich zur See |  |
| NATO-Code | (OR-5)       | (OR-6)   | (OR-7)       | (OR-5)       | (OR-6)   | (OR-7)       | (OR-5)    | (OR-6)           | (OR-7)               |  |